# Referendum in Germania Est del 1954
Il 29 giugno 1954 si tenne un referendum sulla pace nella Repubblica Democratica Tedesca.. Il quesito era il seguente: "Siete per un trattato di pace e della ritirata delle truppe di occupazione o per la Comunità europea di difesa, il Trattato Generale e la prosecuzione dell'occupazione militare per 50 anni?" La prima opzione fu approvata dal 93,46% dei votanti. L'affluenza fu del 98,60%.

## Risultati
| Opzione                                                                               | Voti       | %     |
| ------------------------------------------------------------------------------------- | ---------- | ----- |
| Trattato di pace                                                                      | 12 131 730 | 93.46 |
| Comunità europea di difesa, Trattato Generale, occupazione militare per altri 50 anni | 849 063    | 6.54  |
| Schede bianche/nulle                                                                  | 416 844    | –     |
| Totale                                                                                | 13 397 640 | 100   |
| Elettorato/affluenza                                                                  | 13 588 397 | 98.60 |
| Fonte: Direct Democracy                                                               |            |       |